# Winieta (fotografia)

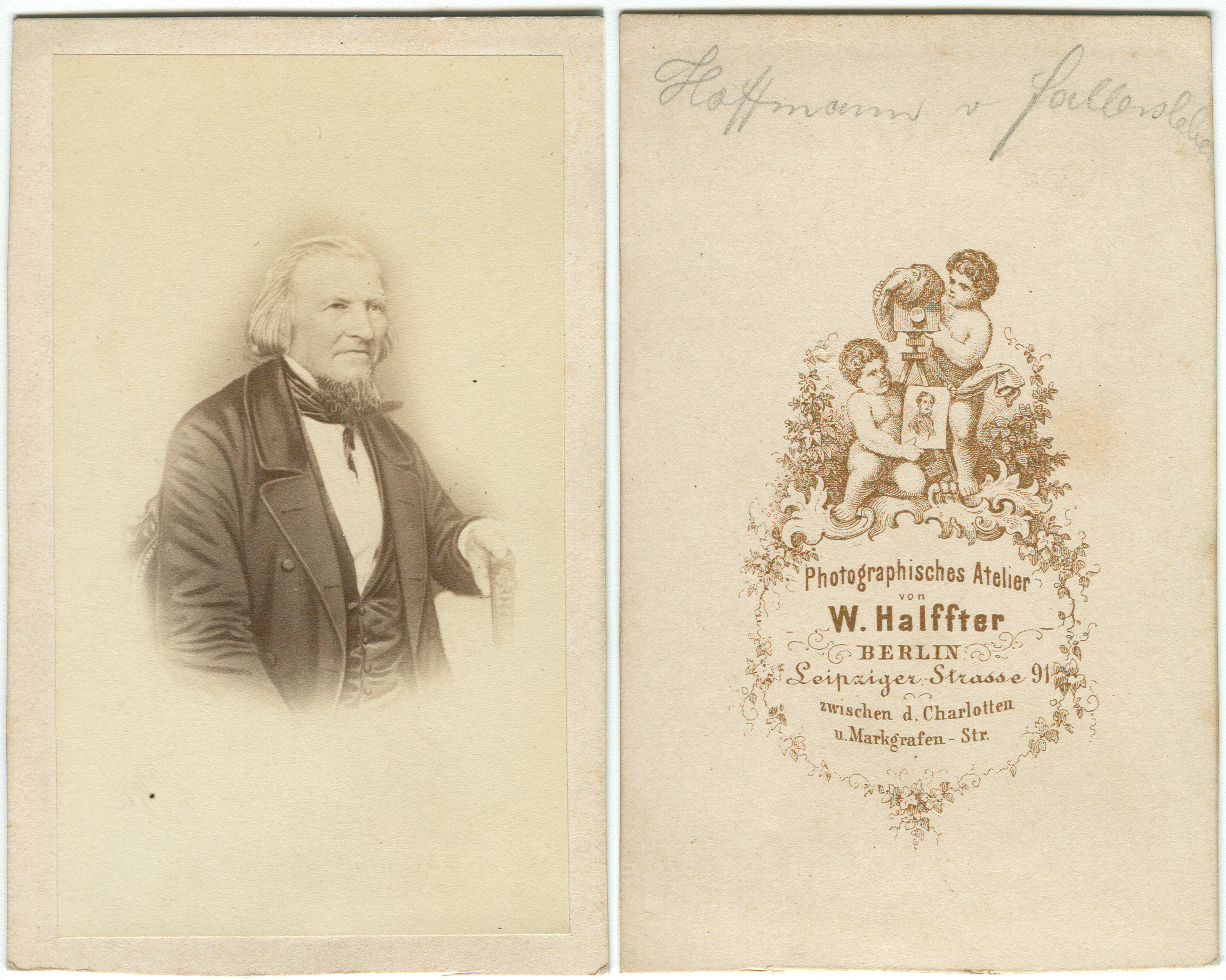
Awers (z lewej) i rewers (z prawej) fotografii z atelier Wilhelma Halfftera w Berlinie. Na rewersie winieta atelier

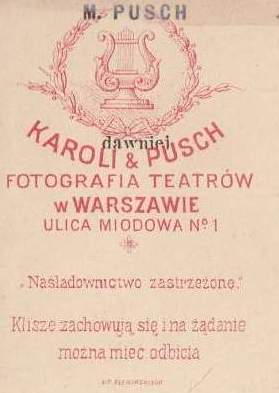
Winieta na rewersie fotografii z atelier Maurycego Puscha w Warszawie

Winieta – nadruk, często ozdobny, znajdujący się na odwrocie tekturki, na którą w 2. połowie XIX i na początku XX w. naklejano fotografię. Zawiera nazwisko fotografa lub nazwę atelier i inne informacje na jego temat, a także motywy dekoracyjne.
XIX-wieczne odbitki fotograficzne wykonywane były na cienkim papierze, dlatego naklejano je na kartoniki. Początkowo były one białe i gładkie, z czasem zaczęto używać tekturek w innych kolorach, a na pustych marginesach i tylnej stronie pojawiły się napisy (zawierające przede wszystkim nazwę zakładu), wykonywane ręcznie bądź suchymi pieczęciami. Szybko wyparły je napisy litografowane, a na odwrocie tekturki pojawiła się bardziej rozbudowana forma – tzw. winieta.
Winiety nadrukowywane były przez zakłady litograficzne na tekturkach według wcześniej przygotowanego wzoru. Mógł to być projekt specjalnie przygotowany na życzenie danego fotografa, bądź też w tańszej wersji – oparty na gotowych wzorach. Zazwyczaj stosowano tańszą i prostszą litografię jednobarwną, czasami dwu- lub trzybarwną, rzadko – wielobarwną. Stałym elementom winiety, takim jak nazwa atelier i jego adres, towarzyszyły różne informacje: o posiadanych przez zakład filiach, poprzednim właścicielu firmy, otrzymanych nagrodach, rodzajach wykonywanych zdjęć i specjalnościach zakładu (np. fotografia dzieci), przechowywaniu przez zakład kliszy w celu wykonywania kolejnych odbitek, zakazie powielania. Napisy takie służyły nie tylko jako informacja, ale również jako reklama.
Motywy dekoracyjne, towarzyszące tym informacjom, były różnorodne, podobnie jak stopień ich rozbudowania. Obok elementów roślinnych i geometrycznych występowały motywy figuralne, takie jak putta, motywy alegoryczne, pejzaże, widok budynku atelier (z zewnątrz lub wewnątrz), wyobrażenia otrzymanych medali, herby. Dekoracje dostosowywano do panującej w danym czasie mody; w okresie secesji chętnie sięgano po motywy wijących się linii, fal czy roślin.
Tekturki z winietami stosowane były do okresu I wojny światowej. Zaniknęły, gdy zaczęto używać trwalszych papierów fotograficznych.
Winiety stanowią cenne źródło informacji o dawnej fotografii. Są pomocne przy datowaniu zdjęć, gdyż fotografowie często posługiwali się w różnych okresach swojej działalności różnymi winietami bądź też ich modyfikacjami. Zmieniały się także lokalizacje zakładów fotograficznych, co odnotowywano na winietach.